# Washington Land
Koordinaten: 80° 30′ N, 64° 30′ W

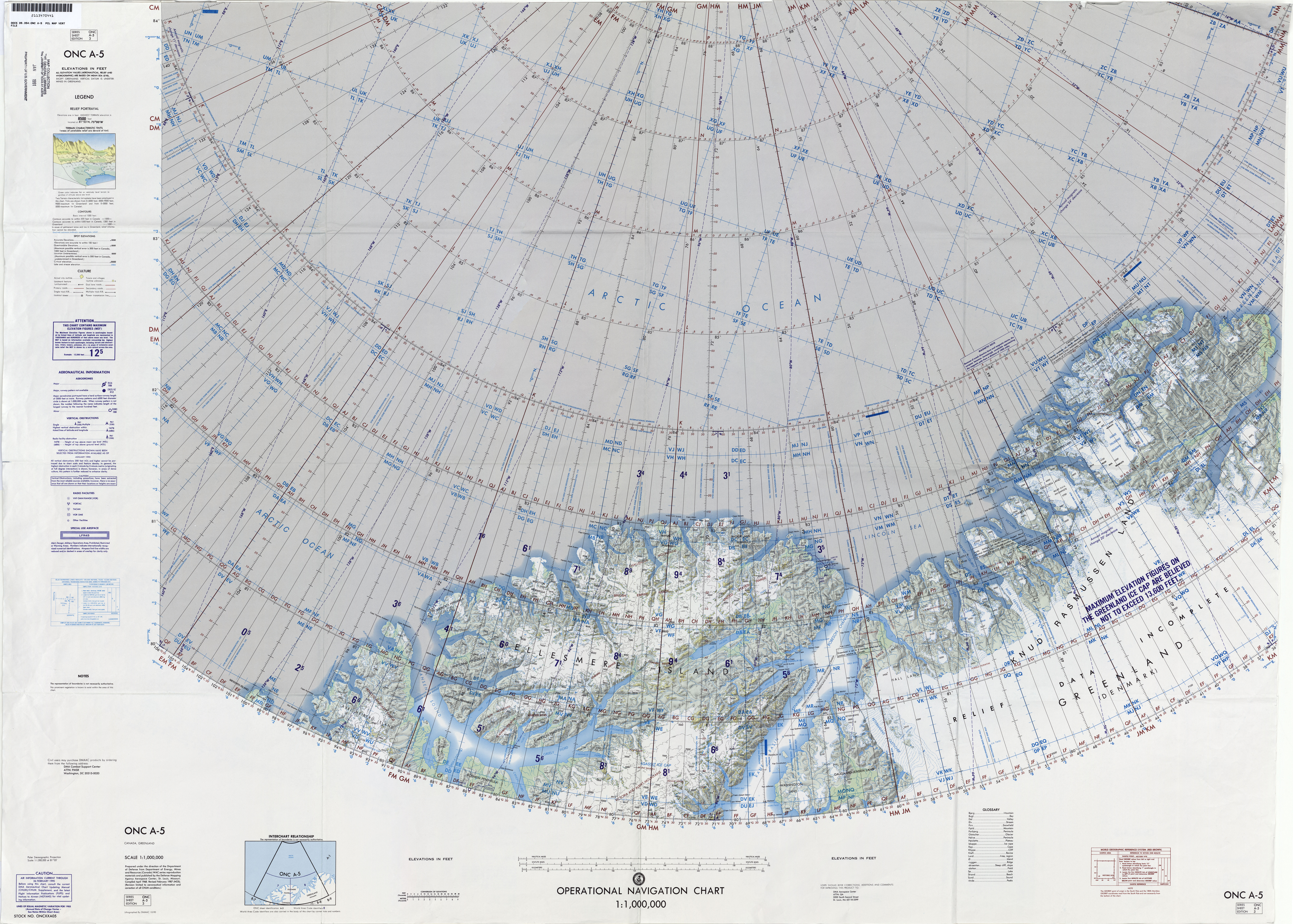
US-Kartenblatt von 1987, mit Washington Land am unteren Rand

Das Washington Land ist eine grönländische Region im Distrikt Qaanaaq in der Avannaata Kommunia.

## Geografie
Washington Land grenzt im Nordwesten an die Nares-Straße und im Südosten an Daugaard-Jensen Land. Die östliche Grenze bildet der Bessels Fjord und die südliche Grenze der Kangerluarsuk (Cass Fjord). Südlich davon befindet sich der Humboldt Gletsjer. Zwischen Kap Webster im Süden und Kap Bryan im Norden liegen knapp 130 km. Von Kap Madison im Westen bis zum Ende des Bessels Fjords sind es rund 100 km.

## Geschichte
Washington Land wurde während des Zweiten Grinnell-Expedition von 1853 bis 1855 unter Elisha Kent Kane zu Ehren von George Washington benannt.
Washington Land ist reich an archäologischen Spuren der Independence-I-Kultur und der Independence-II-Kultur, die die Gegend auf ihrer Wanderung in die östlicheren Gebiete Nordgrönlands passierten. Auch die Dorset-Kultur und die Thule-Kultur lassen sich hier nachweisen.
Ende 2019 gab das australische Bergbauunternehmen Ironbark Zinc Limited eine Untersuchungslizenz für Zinkvorkommen in Washington Land zurück.